# Paul Villard (muzyk)
Paul Villard (ur. 1899, zm. 1986) – kompozytor, autor muzyki do Le Tchadienne, narodowego hymnu Czadu. 
Był zakonnikiem (należał do zakonu jezuitów).
Villard jest autorem melodii do utworu Le Tchadienne (do słów ojca Louisa Gidrola i jego uczniów), który został przyjęty jako hymn Czadu tuż po uzyskaniu przez ten kraj niepodległości (1960).